# ميتسونوري ميكي
ميتسونوري ميكي (باليابانية: 三木光範؛ بالكانا: みき みつのり) هو مهندس وعالم حاسوب ياباني، ولد في 1950.